# Театр на Моховой
Театр на Моховой — государственный («императорский») театр, действовавший в Москве, во флигеле дома Пашкова с 10 (22) апреля 1806 по 14 (26) октября 1824 года.

## Предыстория дома
В небольшом флигеле на углу Большой Никитской и Моховой была квартира аптекаря Липольда, а во дворе усадьбы — аптекарские огороды, принадлежавшие Медицинской коллегии. Рядом с этим местом в 1784—1786 годах архитектор В. И. Баженов (предположительно) построил роскошный особняк для богача П. Е. Пашкова, сына денщика Петра Великого (знаменитый Пашков дом на углу Моховой и Знаменки). В 1793 году здания Главной аптеки также перешли во владение Пашковых, которые собирались давать здесь балы и театральные представления. Главный усадебный дом находился в центре, а по бокам располагались два флигеля, причём Баженов использовал уже существующие здания, принадлежавшие Главной Медицинской Коллегии, в том числе и аптекарский флигель. Однако строительство не было завершено, и в А. И. Пашков в 1797 году устроил конный манеж.

## Предыстория театра
Первая театральная труппа в Москве образовалась из студентов Московского университета — в 1756 году под руководством Михаила Матвеевича Хераскова, который вместе с А. П. Сумароковым писал для его репертуара пьесы. Однако ни постоянного помещения, ни постоянной труппы у театра не было. Окончившие университет студенты уже не возвращались в студенческий театр. Играли то у Воскресенских ворот, то в Университетских корпусах, то в богатых домах русской аристократии, позже — в доме Локателли, первого русского антрепренёра, у Красных прудов. Затем московскую труппу создал Н. С. Титов, но она долго не просуществовала (1766—1769). Огромным этапом в развитии русского театра стал частный Петровский театр, построенный и созданный английским математиком и механиком Михаил Георгиевичем Медоксом, открывшийся 30 декабря 1780 (10 января 1781) года; однако к концу 18 столетия затраты на содержание театра стали превышать его прибыль, и в 1801 Петровский театр со всем принадлежавшим имуществом поступил в собственность императорской казны. 22 октября (3 ноября) 1805 года это здание сгорело.
Срочно потребовалось новое помещение для театральных действий, уже плотно вошедших в моду в обеих российских столицах.